# Panwali Dwar
Der Panwali Dwar ist ein 6663 m hoher Berg im indischen Bundesstaat Uttarakhand im Garhwal-Himalaya.
Der Berg befindet sich 9,72 km südlich des Nanda Devi. Ein Bergkamm führt über den nordöstlich gelegenen Nanda Khat zum Ostgipfel des Nanda Devi.
Die Erstbesteigung des Panwali Dwar gelang am 30. Mai 1980 Keisuke Nakae und Takeshi Kobayashi, Mitglieder einer vierköpfigen japanischen Bergsteigergruppe. Ihre Aufstiegsroute führte vom Pindarigletscher über den Buriagletscher zum Sattel zwischen Bauljuri und Panwali Dar und weiter über den Südgrat zum Gipfel.